# Sant Joan Evangelista de Paretstortes
Sant Joan Evangelista de Paretstortes és l'antiga església romànica del terme comunal de Paretstortes, a la comarca del Rosselló (Catalunya del Nord).
Està situada al bell mig de la cellera originària del poble de Paretstortes. Actualment està englobada dins de l'edifici del Castell de Paretstortes, al costat septentrional de l'església parroquial actual.